# ピカリング (オンタリオ州)
ピカリング（英: Pickering）は、カナダ・オンタリオ州の都市である。トロントの東に位置し、トロント大都市圏（GTA）に属する。人口は9万9186人（2021年）。
ピカリング原子力発電所（Pickering nuclear power plant）と大型の風力発電所（OPG 7 Turbine）があることで知られる。急速に成長している都市の1つであり、2031年には21万5,235人まで人口が伸びることが期待されている。
都市の名はイギリスのノース・ヨークシャー州・ピカリングに由来する。

## 交通

### 鉄道
- GOトランジット（レイクショア・イースト線）

### 空港
トロント大都市圏（GTA）の第三の空港として、ピカリング空港を2027年までに建設・開港するという計画があり、土地買収が開始されている。